# Јон Илијеску
Јон Илијеску (рум. Ion Iliescu; Олтеница, 3. март 1930 — Букурешт, 5. август 2025) био је румунски политичар. Он је први демократски изабран председник Румуније са мандатом од 1989. до 1996. и поновно од 2000. до 2004. године. Од 1996. до 2000. те од 2004. до 2008. био је сенатор за Социјалдемократску партију, чији је почасни председник.
Члан Румунске комунистичке партије постао је 1953, а члан њеног Централног комитета од 1965. године. Међутим, после 1971, Николаје Чаушеску постепено је почео да га политички маргинализује. Имао је водећу улогу током Румунске револуције и изабран као први посткомунистички председник 1990. године. Након усвајања новог Устава, служио је два председничка мандата (1992–1996. и 2000–2004).
Илијеску је често сматран за доминантну политичку фигуру у Румунији првих 15 постреволуционарних година. Током његовог мандата, румунска политичка сцена се стабилизовала, а Румунија постала чланицом НАТО-а.

## Биографија

### Ране године и улазак у политику
Рођен је 3. марта 1930. године у месту Олтеници. Његов отац Александру био је железничарски радник с комунистичким убеђењима, у временима када је Румунска комунистичка партија била забрањена. Године 1931, отишао је у Совјетски Савез и учествовао на партијском конгресу у Москви. У СССР-у је боравио наредне четири године, а затим се вратио у Румунију и био ухапшен. Налазио се у затвору од јуна 1940. до августа 1944; умро је августа 1945. године.
Јон се оженио Нином Сербанеску 1951. године. Нису могли да имају деце, а Нина је уз то имала и три спонтана побачаја. Студирао је механику флуида на Политехничком институту у Букурешту, а као страни студент био је и на Енергетском институту Универзитета у Москви. Током боравка у Москви, био је секретар Удружења румунских студената. Наводно је тада био повезан и са Михаилом Горбачовим, али је то увек порицао. Будући да је каснији председник Николаје Чаушеску веровао да је то била истина, приликом посете Горбачова Румунији јуна 1989, послао је Илијескуа ван Букурешта како би спречио сваки могућни контакт.
Члан Савеза комунистичке омладине постао је 1944, а Румунске комунистичке партије 1953. године. Полако је напредовао у хијерархији; од 1956. је био секретар Савеза комунистичке омладине, а од 1965. члан Централног комитета Румунске комунистичке партије. У једном је тренутку био и шеф Одсека за пропаганду Централног комитета РКП, а од 1967. до 1971. године био је министар за омладинска питања.
Међутим, Чаушеску се од 1971. осетио угроженим од Илијескуовог утицаја; био је сматран за Чаушескуовог наследника, те је маргинализован и уклоњен са свих важнијих функција. Испрва је био потпредседник већа округа Тимиш (1971-1974), а затим председник већа града Јашија (1974-1979). Године 1984, био је искључен из чланства РКП и постављен за управитеља издавачке куће Едитура Техника. Познато је да је током 1980-их (ако не и пре) био под сталном паском Секуритатее и био познат као противник Чаушескуове ригидне владавине.

### Румунска револуција
Румунска револуција 1989. године избила је након демонстрација у Темишвару. Након Чаушескуовог уклањања с власти 22. децембра (преки суд га је осудио на смрт стрељањем 25. децембра), Фронт националног спаса (ФНС) попунио је настали политички вакуум, а чинили су га ниже рангирани чланови дотадашње Комунистичке партије, који су били опозиција Чаушескуу, и учесници Револуције који нису припадали ниједној политичкој групи. Илијеску је убрзо признат од свих као вођа организације, а самим тиме и привремене владе.
Илијеску је предложио одржавање вишепартијских избора као пример оригиналне демократије. Данас се држи да је заправо спровео реформе у стилу Перестројке, уместо укидања дотадашњих институција. Везе с тиме имала је и позитивна реакција Горбачовљевог руководства, те чињеница да је Румунија први постреволуционарни међународни споразум потписала управо с СССР-ом.
Илијеску се након револуције није одрекао комунистичке идеологије; постреволуционарни програм, којег је предложио, базирао се на реформи пољопривреде и реорганизацији тржишта, никако прелазак на капитализам. Овакве ставове имали су и остали чланови ФНС-а, попут Силвијуа Брукана, који је тврдио како је револуција била усмерена против Чаушескуа, не и против социјалистичког система. Илијеску је касније истицао могућност усвајања шведског модела социјалне државе.
Касније су годинама кружиле гласине да су Илијеску и остали ниже рангирани комунисти дуго планирали да збаце Чаушескуа, али су догађаји децембра 1989. претекли њихов наум. На пример, Николаје Милитару, први министар одбране нове владе, изјавио је како су Илијеску и остали планирали да ухапсе Чаушескуа у фебруару 1990, док би избивао из главног града. Међутим, Илијеску је порекао све ово, наводећи да је планирање било каквог пуча било немогуће, јер је Секуритатеа била јако ефикасна, те таква урота њеним агентима не би промакла.

### Председник
фронт националног спаса расписао је слободне изборе за 20. мај 1990. године и на њима освојио преко 70% гласова. Илијеску и његови присталице с временом су се одвојили од Фронта и основали Демократски фронт националног спаса, који је касније променио име у Партију за социјалдемократију у Румунији (ПДСР), а затим у Социјалдемократску партију. Фронт националног спаса је с временом изгубио карактер националне владе и широке коалиције, те постао подвргнут критикама да искориштава свој статус као прва организација која је делила власт, упуштајући се у обрачуне са групацијама које нису уживали тај статус и привилегију.
Под притиском догађаја који су данас у румунској јавности познати као минеријаде, Илијеску је ублажио своје политичке ставове; удаљио се од идеје Перестројке и усвојио социјалдемократију, сврставши се уз западноевропски политички спектар. Одређени критичари су истицали да је за разлику од осталих прелазака са комунизма на социјалдемократију у земљама источне Европе, влада Румуније настојала да задржи неке идеје бившег режима.
Нови Устав Румуније усвојен је 1991, а Илијеску је на новим изборима 1992. године победио са освојених 61% гласова и освојио други мандат. Такмичио се и по трећи пута 1996, али је изгубио пред Емилом Константинескуом. Било је поништено преко милион гласова, па су кружиле приче о изборној превари.
Илијеску се поновно такмичио на председничким изборима 2000. године и однео победу пред радикалним националистом Корнелијуом Вадимом Тудором. Његов рећи мандат отпочео је 20. децембра 2000, а окончан је 20. децембра 2004. године. Илијескуова победа била је последица незадовољства јавности према вођству десног центра, које је током последње четири године спровело радикалне економске реформе, а њихов мандат био обележен нестабилношћу коалиције и унутарпартијским свађама. Осим тога, урбани део популације није се поистовећивао с Тудоровим екстремним политичким ставовима, па зато нису изашли на изборе или су гласовали за Илијескуа.
На изборима Социјалдемократске партије 21. априла 2005, Илијеску је изгубио место председника партије, а наследио га је Мирча Џоана. Међутим, 2006. је био изабран за почасног председника партије, што је у суштини била само церемонијална функција без икаквих овлашћења.

## Контроверзе
Иако је уживао одређену дозу популарности као политичар у опозицији наспрам Чаушескуа, Илијескуова каријера је током 1990-их била обележена бројним контроверзама и скандалима.
Још од раније су постојале индиције да је био повезан с КГБ-ом, које су се наставиле у периоду 2003–2008, када је бивши руски дисидент Владимир Буковски, којему је био допуштен увид у совјетске архиве, изјавио како су Илијеску и неки чланови Фронта националног спаса бивши агенти КГБ-а, да су Илијеску и Горбачов били у контакту још од Илијескуовог боравка у Москви, те да је Румунску револуцију 1989. организовао КГБ како би срушио Чаушескуа и на тај начин стекао већу контролу над румунским институцијама (утицај којег је КГБ постепено губио током Чаушескуове владавине). Горбачов никад није потврдио ове изјаве, иако је рекао да је делио погледе на неке ствари с Илијескуом.
Такође је, заједно с другим члановима ФНС-а, био одговоран за штету коју су направили рудари током минеријаде јануара и јуна 1990. године. Наиме, тих су месеци на улицама Букурешта константно трајали протести групе грађана против доласка бивших комуниста на власт (попут Илијескуа). Покушај да власти уклоне демонстранте с улица резултовао је њиховим нападима на неколико владиних институција. Илијеску је затим обезбедио долазак неколико група рудара у Букурешт, наоружаних дрвеним палицама, с циљем да бране владу. Рудари су направили штету на Универзитету у Букурешту, над неким уредништвима новина и седиштима опозиционих партија. Од свих минеријада, ова у јуну 1990. наишла је на осуде међународне и домаће јавности.
Румунска влада је 1992. године допустила бившем румунском краљу Михају да посети земљу током Ускрса. Само се у Букурешту окупило преко милион људи, што је забринуло Илијескуову владу и подстакло их да Михају забране долазак у земљу на идућих пет година.
Током последњих дана свог председничког мандата, Илијеску је Орден румунске звезде уручио контроверзном ултрадесничарском политичару Корнелијуу Вадиму Тудору. Против тога су у медијима протестовали добитник Нобелове награде Ели Визел, 15 новинара радија Слободна Европа, градоначелник Темишвара Георге Чуханду, песник Александру Андријеш и историчар Рендолф Брејем, који је у знак протеста вратио сва признања која је добио од Румуније. Вођа Демократског савеза Мађара у Румунији, Бела Марко, није се појавио на церемонији деделе ордена, иако је и он требало да га добије тог дана. Тек је председник Трајан Басеску одузео одликовање Тудору 24. маја 2007. године. Покренута је оптужница против његовог чина, иако је био у складу с Уставом.

## Одликовања и признања
- Естонија: Орден крста Маријине земље
- Словачка: Орден белог двоструког крста (2002)[13]
- Хрватска: Велеред краља Томислава (12. мај 2003)
- Италија: Орден заслуга Италијанске Републике (15. октобар 2003)
- Пољска: Орден белог орла (2003)
- Румунија: Медаља части Румунске војске (24. октобар 2012)[14]
- Србија и Црна Гора: Орден југословенске звезде (2004)[15]